# Mistrzostwa Polski w piłce nożnej plażowej mężczyzn
Mistrzostwa Polski w piłce nożnej plażowej mężczyzn (inaczej znane też jako Mistrzostwa Polski w beach soccerze) – coroczne rozgrywki piłkarskie, organizowane w latach 2003-2008 przez Beach Soccer Polska, a od sezonu 2009 przez Polski Związek Piłki Nożnej, mające na celu wyłonienie najlepszej męskiej drużyny w Polsce.

## Historia
Pierwsza edycja mistrzostw Polski odbyła się w 2003 roku. Organizatorem turnieju w Ustce była organizacja Beach Soccer Polska. W latach 2003–2011 mistrza Polski wyłaniano systemem nieligowym. Do 2006 grano jeden turniej finałowy. Edycje w 2007 oraz w 2008 roku pod egidą BSP miały turnieje eliminacyjne, które wyłaniały najlepsze drużyny na finałowe turnieje. W związku z zamieszaniami, od 2009 roku za organizację zawodów jest odpowiedzialny Polski Związek Piłki Nożnej, który wrócił do poprzedniego systemu rozgrywek. Beach Soccer Polska organizowała swoje (o statusie już nieoficjalnym) zawody w latach 2009-2010, jednak później zaprzestała organizowania swoich turniejów. Od 2012 system gier uległ zmianie - powołano Ekstraklasę oraz I ligę.

### Formaty rozgrywek
| Lata                             | Beach Soccer Polska                               | Polski Związek Piłki Nożnej                       | Polski Związek Piłki Nożnej |
| -------------------------------- | ------------------------------------------------- | ------------------------------------------------- | --------------------------- |
| 2003-2006                        | turniej finałowy                                  | nie organizował                                   | nie organizował             |
| 2007-2008                        |                                                   | nie organizował                                   | nie organizował             |
| eliminacje                       |                                                   | nie organizował                                   | nie organizował             |
| turniej finałowy                 |                                                   | nie organizował                                   | nie organizował             |
| 2009                             |                                                   |                                                   |                             |
| preeliminacje                    | turniej finałowy                                  | turniej finałowy                                  |                             |
| eliminacje                       | turniej finałowy                                  | turniej finałowy                                  |                             |
| turniej finałowy (nieoficjalnie) | turniej finałowy                                  | turniej finałowy                                  |                             |
| 2010                             | turniej finałowy                                  | turniej finałowy                                  |                             |
| eliminacje                       | turniej finałowy                                  | turniej finałowy                                  |                             |
| turniej finałowy (nieoficjalnie) | turniej finałowy                                  | turniej finałowy                                  |                             |
| 2011                             | turniej finałowy                                  | turniej finałowy                                  |                             |
| nie organizowała                 | turniej finałowy                                  | turniej finałowy                                  |                             |
| 2012-2017                        | Ekstraklasa                                       | I liga                                            |                             |
| 2012-2017                        | turniej finałowy                                  | turniej barażowy                                  |                             |
| 2018-2019                        | Ekstraklasa                                       | I liga                                            |                             |
| 2018-2019                        | turniej finałowy                                  | I liga                                            |                             |
| 2020                             | Puchar Polski (eliminacje do turnieju finałowego) | Puchar Polski (eliminacje do turnieju finałowego) |                             |
| 2020                             | turniej finałowy                                  |                                                   |                             |
| 2021-                            | Ekstraklasa                                       | I liga                                            |                             |
| 2021-                            | turniej finałowy                                  | I liga                                            |                             |

### Tytularni sponsorzy
| Lata      | Sponsor    |
| --------- | ---------- |
| 2003      | Top Secret |
| 2004-2006 | Lech       |
| 2008      | Energa     |

## Mistrzowie i pozostali medaliści
| Sezon                                                                                                   | K | K | T | Mistrz                     | Wicemistrz                       | III miejsce                      | Br. | Król strzelców                                                                     | Uwagi                    |
| Tylko turniej finałowy organizowany przez Beach Soccer Polska                                           |   |   |   |                            |                                  |                                  |     |                                                                                    |                          |
| 2003 |   |   | 1 | Unity Line Szczecin        | Hurtap Łęczyca                   | Piwex Lublin                     | 25  | Dawid Pomorski (Tytani Trans Bus Wejherowo)                                        | 32 drużyny               |
| 2004 |   |   | 2 | Unity Line Szczecin        | Clearex Chorzów                  | Hurtap Łęczyca                   | 14  | Tomasz Milczarek (Hurtap Łęczyca)                                                  | 32 drużyny               |
| 2005 |   |   | 3 | Unity Line Szczecin        | Clearex Chorzów                  | Hurtap Łęczyca                   | 18  | Marek Żuk (Unity Line Szczecin)                                                    | 24 drużyny               |
| 2006 |   |   | 4 | Unity Line Szczecin        | Clearex Chorzów                  | Hurtap Łęczyca                   | 16  | Tomasz Kasprzyk (Clearex Chorzów) Wojciech Polakowski (G.C. Out Americanos Słupsk) | 24 drużyny               |
| Turniej finałowy poprzedzony eliminacjami organizowany przez Beach Soccer Polska                        |   |   |   |                            |                                  |                                  |     |                                                                                    |                          |
| 2007 |   |   | 1 | Hurtap Łęczyca             | G.C. Out Americanos Słupsk       | Hemako Sztutowo                  | 11  | Wojciech Polakowski (G.C. Out Americanos Słupsk)                                   | 34 drużyny (16 w finale) |
| 2008 |   |   | 1 | Grembach-Piórkowscy Zgierz | Hurtap Łęczyca                   | Unity Line Szczecin              | 11  | Paweł Friszkemut (Hemako Sztutowo)                                                 | 32 drużyny (16 w finale) |
| Tylko turniej finałowy organizowany przez Polski Związek Piłki Nożnej                                   |   |   |   |                            |                                  |                                  |     |                                                                                    |                          |
| 2009 |   |   | 2 | KP Piórkowscy Dmosin       | Velaves Spa & Resort Szczecin    | Hotel Continental Krynica Morska | 21  | Bogusław Saganowski (KP Piórkowscy Dmosin)                                         | 24 drużyny               |
| 2010 |   |   | 1 | KS Piórkowscy Dmosin       | Hotel Continental Krynica Morska | Team Słupsk                      | 8   | Łukasz Jarosiewicz (Team Słupsk)                                                   | 16 drużyn                |
| 2011 |   |   | 3 | Grembach Łódź              | KS Piórkowscy Dmosin             | ETA Zagłębie Dąbrowa Górnicza    | 21  | Daniel Souza (KS Piórkowscy Dmosin)                                                | 20 drużyn                |
| Ekstraklasa w piłce nożnej plażowej + turniej finałowy organizowany przez Polski Związek Piłki Nożnej   |   |   |   |                            |                                  |                                  |     |                                                                                    |                          |
| 2012 |   |   | 4 | Grembach Łódź              | Hurtap Mat Łęczyca               | Hotel Continental Krynica Morska | 7   | Witold Ziober (Grembach Łódź)                                                      | 8 drużyn (6 w finale)    |
| 2013 |   |   | 5 | Grembach Łódź              | Hemako Sztutowo                  | Becpak Firtech Zdrowie Garwolin  | 7   | Sebastian Letniowski (Drink Team Kolbudy)                                          | 8 drużyn (6 w finale)    |
| 2014 |   |   | 1 | KP Łódź                    | Hemako Sztutowo                  | Grembach Łódź                    | 10  | Bogusław Saganowski (Grembach Łódź)                                                | 8 drużyn (6 w finale)    |
| 2015 |   |   | 6 | Grembach Łódź              | Hemako Sztutowo                  | Boca Gdańsk                      | 7   | Igor Rangel (Grembach Łódź)                                                        | 8 drużyn (6 w finale)    |
| 2016 |   |   | 7 | Grembach Łódź              | KP Łódź                          | Futsal & Beach Soccer Kolbudy    | 8   | Igor Rangel (Grembach Łódź)                                                        | 8 drużyn (6 w finale)    |
| 2017 |   |   | 2 | KP Łódź                    | Grembach Łódź                    | Boca Gdańsk                      | 13  | Bogusław Saganowski (KP Łódź)                                                      | 10 drużyn (8 w finale)   |
| 2018 |   |   | 1 | Hemako Sztutowo            | Boca Gdańsk                      | KP Łódź                          | b/d | Llorenç Gomez (KP Łódź)                                                            | 10 drużyn (8 w finale)   |
| 2019 |   |   | 3 | KP Łódź                    | Boca Gdańsk                      | Silesia C10 Zgierz               | 11  | Marian Măciucă (Silesia C10 Zgierz)                                                | 10 drużyn (8 w finale)   |
| Puchar Polski w piłce nożnej plażowej + turniej finałowy organizowany przez Polski Związek Piłki Nożnej |   |   |   |                            |                                  |                                  |     |                                                                                    |                          |
| 2020 |   |   | 1 | Boca Gdańsk                | FC 10 Zgierz                     | KP Łódź                          | 11  | Llorenç Gomez (FC 10 Zgierz)                                                       | 19 drużyn (8 w finale)   |
| Ekstraklasa w piłce nożnej plażowej + turniej finałowy organizowany przez Polski Związek Piłki Nożnej   |   |   |   |                            |                                  |                                  |     |                                                                                    |                          |
| 2021 |   |   | 2 | Boca Gdańsk                | KP Łódź                          | Futsal & Beach Soccer Kolbudy    | 7   | Mateusz Gruszewski (Hemako Sztutowo)                                               | 10 drużyn (8 w finale)   |
| 2022 |   |   | 1 | FC10 Zgierz                | KP Łódź                          | Hemako Sztutowo                  | 14  | Marian Măciucă (Dragon Bojano)                                                     | 10 drużyn (8 w finale)   |
| 2023 |   |   | 2 | FC10 Zgierz                | KP Łódź                          | MOSiR Michałowo                  | b/d | b/d                                                                                | 10 drużyn (8 w finale)   |

## Tabela medalowa
| Lp. | Drużyna                       | Miejsca na podium | Miejsca na podium | Miejsca na podium | Zwycięskie sezony      |   |   |                                          |
| --- | ----------------------------- | ----------------- | ----------------- | ----------------- | ---------------------- | - | - | ---------------------------------------- |
| Lp. | Drużyna                       | 1.                | Grembach Łódź     | 7                 | Zwycięskie sezony      | 1 | 1 | 2008, 2009, 2011, 2012, 2013, 2015, 2016 |
| 2.  | Unity Line Szczecin           | 4                 | 1                 | 1                 | 2003, 2004, 2005, 2006 |   |   |                                          |
| 3.  | KP Łódź                       | 3                 | 4                 | 2                 | 2014, 2017, 2019       |   |   |                                          |
| 4.  | Boca Gdańsk                   | 2                 | 2                 | 2                 | 2020, 2021             |   |   |                                          |
| 5.  | FC10 Zgierz                   | 2                 | 1                 | 1                 | 2022, 2023             |   |   |                                          |
| 6.  | Hemako Sztutowo               | 1                 | 4                 | 4                 | 2018                   |   |   |                                          |
| 7.  | Hurtap Łęczyca                | 1                 | 3                 | 3                 | 2007                   |   |   |                                          |
| 8.  | KS Piórkowscy Dmosin          | 1                 | 1                 | 0                 | 2010                   |   |   |                                          |
| 9.  | Clearex Chorzów               | 0                 | 3                 | 0                 |                        |   |   |                                          |
| 10. | Team Słupsk                   | 0                 | 1                 | 1                 |                        |   |   |                                          |
| 11. | Futsal & Beach Soccer Kolbudy | 0                 | 0                 | 2                 |                        |   |   |                                          |
| 12. | ETA Zagłębie Dąbrowa Górnicza | 0                 | 0                 | 1                 |                        |   |   |                                          |
| 12. | KP Rapid Lublin               | 0                 | 0                 | 1                 |                        |   |   |                                          |
| 12. | MOSiR Michałowo               | 0                 | 0                 | 1                 |                        |   |   |                                          |
| 12. | Zdrowie Garwolin              | 0                 | 0                 | 1                 |                        |   |   |                                          |

### Medaliści nieoficjalnych Mistrzostw BSP
| Sezon                                                                                                 | K | K | T | Mistrz                           | Wicemistrz              | III miejsce            | Br. | Król strzelców                                | Uwagi                    |
| Turniej finałowy poprzedzony eliminacjami organizowany przez Beach Soccer Polska                      |   |   |   |                                  |                         |                        |     |                                               |                          |
| 2009                                                                                                  |   |   |   | Hotel Continental Krynica Morska | Grembach Stalbor Zgierz | Copacabana Boca Gdańsk | 12  | Bogusław Saganowski (Grembach Stalbor Zgierz) | 22 drużyny (16 w finale) |
| Turniej finałowy poprzedzony preeliminacjami oraz eliminacjami organizowany przez Beach Soccer Polska |   |   |   |                                  |                         |                        |     |                                               |                          |
| 2010                                                                                                  |   |   | 2 | Hotel Continental Krynica Morska | Magic Kris-Max Łódź     | Copacabana Boca Gdańsk | 6   | Radosław Szynkaruk (Lublin Team)              | 35 drużyn (8 w finale)   |